# Offenbach-Hundheim
OffenbachHundheim é um município da Alemanha localizado no distrito de Kusel, estado da Renânia-Palatinado.
Pertence ao Verbandsgemeinde de Lauterecken.

## Geografia
Offenbach-Hundheim está localizada no amplo vale do riacho Glan no Palatinado Ocidental (Westpfalz). Localidades vizinhas: Ao noroeste se encontra Wiesweiler, ao sul Nerzweiler, e ao sudoeste Glanbrücken.

## História
Offenbach-Hundheim foi formada em 1969 com a unificação das comunidades de Offenbach am Glan e Hundheim.

## Política
O conselho político comunitário comporta dezesseis membros. Estão representados os partidos políticos WGR (maioritário em 2004) e SPD (com 4 representantes em 2004).

## Cultura e locais interessantes
A igreja evangélica de Offenbach, composta por três naves, é um dos monumentos arquitetônicos sacros mais impressionantes da região do oeste do Palatinado. A construção da antiga igreja do covento beneditino, dedicada à Santa Maria, foi iniciada século XIII e acabada no século XV; e em 1894 ela recebeu investimentos financeiros que permitiram uma renovação completa.
A igreja de Hirsauer, localizada perto da vila de Hundheim, foi construida no século XII. Ela serviu como igreja paroquial, atendendo às necessidades das comunidades do vale Eßweiler Tal. 

## Economia e infraestrutura
A localidade é atravessada pela rodovia Bundesstraße 420 e pela estrada de ferro de Glantalbahn que se encontra em desuso presentemente (em 2008), a qual originalmente teve o propósito de interligar Kusel a Lauterecken. Esta estrada será alargada e receberá uma ciclovia paralela que será asfaltada em quase toda a sua extensão que, entrementes, ela poderá ser utilizada por vagonetas a fim de atender as demandas do mercado turístico. Em Lauterecken há um estação de trem da linha secundária (não-elétrica) de Lautertalbahn.

## Personalidades
- Sigfrid Gauch, escritor
- Guido Groß, professor e pesquisador da história local